# U.S. National Championships 1947
Gli U.S. National Championships 1947 (conosciuti oggi come US Open) sono stati la 67ª edizione degli U.S. National Championships e quarta prova stagionale dello Slam per il 1947. I tornei di singolare e doppio misto si sono disputati al West Side Tennis Club nel quartiere di Forest Hills di New York, quelli di doppio maschile e femminile al Longwood Cricket Club di Chestnut Hill, negli Stati Uniti.
Il singolare maschile è stato vinto dallo statunitense Jack Kramer, che si è imposto sul connazionale Frank Parker in cinque set col punteggio di 4–6, 2–6, 6–1, 6–0, 6–3. Il singolare femminile è stato vinto dalla statunitense Louise Brough, che ha battuto in finale in tre set la connazionale Margaret Osborne duPont. Nel doppio maschile si sono imposti Jack Kramer e Ted Schroeder. Nel doppio femminile hanno trionfato Louise Brough e Margaret Osborne. Nel doppio misto la vittoria è andata a Louise Brough, in coppia con John Bromwich.

## Seniors

### Singolare maschile
Jack Kramer ha battuto in finale  Frank Parker con il punteggio di 4–6, 2–6, 6–1, 6–0, 6–3.

### Singolare femminile
Louise Brough ha battuto in finale  Margaret Osborne duPont con il punteggio di 8–6, 4–6, 6–1.

### Doppio maschile
Jack Kramer /  Ted Schroeder hanno battuto in finale  Bill Talbert /  Bill Sidwell con il punteggio di 6–4, 7–5, 6–3.

### Doppio femminile
Louise Brough /  Margaret Osborne hanno battuto in finale  Patricia Todd /  Doris Hart con il punteggio di 5–7, 6–3, 7–5.

### Doppio misto
Louise Brough /  John Bromwich hanno battuto in finale  Gussie Moran /  Pancho Segura con il punteggio di 6–3, 6–1.